# 1. specialna brigada MORiS
Za druge 1. brigade glejte 1. brigada.
1. specialna brigada MORiS (krajše MORiS) je bila slovenska specialna brigada.

## Zgodovina
Predhodnik brigade
Leta 1968 je bila ustanovljena zaščitna enota slovenskega političnega vodstva, imenovana enota Bor (1968–1980), 61. brigada Teritorialne obrambe (TO) (1980–1982), Brigada TO Edvarda Kardelja - Krištofa (1982–1986) oz. 27. zaščitna brigada TO SRS (1986–1992), znotraj katere je delovala 30. razvojna skupina kot vojaška varnostno-obveščevalna enota za zaščito političnega vrha. Med najbolj znanimi v enoti Edvarda Kardelja sta bila, preden se je enota preoblikovala, Anton Krkovič (kot operativni oficir ter načelnik zaščitne in elitne Mačkove čete) in Mihael (Miha) Brejc (kot načelnik protiobveščevalne zaščite).
17. decembra 1990 se je del brigade, ki ji je poveljeval kapetan Anton Krkovič, predstavil z novo oborožitvijo in opremo v Kočevski Reki. Predsednik Izvršnega sveta Skupščine SRS Lojze Peterle je v govoru med drugim dejal: "Danes mi je prvič zadišalo po slovenski vojski."  Zaščitna brigada je nato aktivno sodelovala v vojni za samostojno Slovenijo in pri umiku JLA, pri čemer se je že med vojno uveljavilo neuradno ime Specialna brigada MORiS.
Kratica MORiS je nastala iz imena Ministrstvo za obrambo RS (MORS), s tem da je med zadnji dve črki kratice vrinjena še črka i, da tvori besedo ris, ki je uradni simbol te vojaške enote.
Zgodovina brigade
V letih 1991–1994, ko je bil sekretar za obrambo oz. minister za obrambo Janez Janša, je enota MORiS pod vodstvom Antona Krkoviča upoštevala samo Janševe usmeritve, čeprav bi morala po pravilih neposredno izpolnjevati ukaze načelnika Republiškega štaba TO oz. neposredno nadrejenih vojaških struktur, hkrati pa so se njeni pripadniki obnašali, kot da zanje zakoni ne veljajo. Enota je bila v tem času vpletena v številne nezakonite oz. kriminalne dejavnosti (npr. v času osamosvojitvene vojne: sestrelitev neoboroženega helikopterja s slovenskim pilotom Tonijem Mrlakom, ki je sodeloval s TO; prijetje in mučenje častnika JLA iz ribniške vojašnice Šefketa Suljevića potem, ko je že podpisal izjavo o prestopu v TO na ribniški policiji; po osamosvojitvi: nezakonita trgovina z orožjem za gotovino – več milijonov nemških mark, ki nikoli niso prišle v državni proračun; novačenje vojakov Slovenske vojske za tihotapljenje orožja (gl. nerazjasnjeno smrt Blaža Furjana); tihotapljenje cigaret in mamil; podstavitev bombe pod avto Zmaga Jelinčiča; strelski obračuni v mestu; nezakonito prisluškovanje; ponarejanje dokumentov; grožnje itd.) ter številne druge afere, od katerih je bila najbolj odmevna afera Depala vas.
13. oktobra 1992 je minister za obrambo izdal odredbo o preimenovanju zaščitne enote v 1. specialno brigado MORiS.
Formacija je bila v letu 1998 reorganizirana v sklopu reorganizacije celotne Slovenske vojske. Večji del njenih poklicnih pripadnikov je prešel v novo 1. brigado Slovenske vojske, v celoti pa Odred za hitre intervencije (predhodnik današnje Enote za specialno delovanje).

## Organizacija
- poveljniški odred
- izvidniško-policijska četa
- odred za hitre intervencije
- policijski vod
- I. zaščitni odred
- II. zaščitni odred
- III. zaščitni odred
- republiški odred za oskrbo

## Odlikovanje 1. specialne brigade MORiS
- red Slovenske vojske na lenti (16. maj 1993)